# Judit de Flandes, comtessa de Northúmbria
Judith de Flandes, comtessa de Northímbria, i més tard duquessa de Baviera (1033-5 de març de 1094) va ser l'esposa primerament de Tostig Godwinson, comte de Northúmbria, i després de Welf I, duc de Baviera. La seva neboda va ser Matilde de Flandes, regna consort de Guillem el Conqueridor, cosí de Judit de Flandes. Judith de Flandes fou propietària de molts llibres i manuscrits il·lustrats, que va llegar a l'Abadia de Weingarten.

## Família
Judit de Flandes va néixer en 1033 a la ciutat de Bruges, actualment a Bèlgica. Va ser l'única filla de Balduí IV, comte de Flandes amb la seva segona esposa, Lleonor de Normandia, que era filla de Ricard II de Normandia i Judit de Bretanya. Judit va tenir un mig germà, Balduí V, comte de Flandes, que va succeir al seu pare després de la seva mort, produïda quan Judith de Flandes tenia dos anys. La neboda de Judit va ser Matilde de Flandes, que es va casar amb Guillem I, el primer rei normand d'Anglaterra, més conegut en la història com "Guillem el Conqueridor". El rei Guillerm fou primer germà de Judit, sent el fill del seu oncle matern, Robert I de Normandia.

## Primer matrimoni
En una data desconeguda abans de setembre de 1051, es va casar amb el seu primer marit, Tostig Godwinson, germà del rei Harold II d'Anglaterra. Al setembre de 1051, Judit es va veure obligada a fugir d'Anglaterra a Bruixes, juntament amb el seu marit i els seus sogres després que Tostig s'unís a una rebel·lió armada del seu pare, Godwin de Wessex, contra el rei Eduard el Confessor, no obstant això, van tornar a casa l'any següent.
Ell es va fer comte de Northúmbria en 1055, fent de Judit la comtessa de Northúmbria a partir d'aquesta data. El distingit matrimoni de Judit havia ajudat a Tostig assegurar el comtat.
Junts van tenir fills els noms dels quals i nombres no es van registrar, que es descriuen en el Regis Vita Edwardi com a "lactants" al moment de la mort del seu pare. Tostig va tenir almenys tres fills il·legítims amb amants desconegudes.
Judit es descriu com una "dona piatosa i inquisitiva", la seva pietat es va expressar en els molts regals i donacions que va fer a l'església de Sant Cuthbert, en Durham, que incloïa latifundis i un ornamentat crucifix. Aquest últim suposadament va ser un regal per apaivagar al sant després que el reglament de Samt Cuthbert prohibís a les dones entrar a la catedral que albergava les seves relíquies. Judit, enutjada perque a les dones no se'ls permetia posar un peu dins de l'església i adorar el sepulcre, va decidir posar la prohibició de Cuthbert en prova, ordenant a la seva serventa a entrar per veure quines repercussions podria seguir per violar el sant decret -Judit planejava tornar a salvar a aquesta última-, quan la dona estava a punt d'entrar en el cementiri, va ser atacada per una força de vent sobtada i violenta que la va deixar malalta, finalment matant-la. Judit, com a resultat del temor supersticiós, tenia un crucifix fet especialment per al santuari de Sant Cuthbert. Al llarg de la seva vida, ella va recol·lectar i va encarregar molts llibres i manuscrits il·lustrats, alguns dels quals encara es conserven, incloent els Evangelis de la comtessa Judit, que es troben actualment en Pierpont Morgan Library de Nova York.
Aquests van ser escrits i il·lustrats per escribes anglesos per demostrar a la posteritat la generositat de Judit amb l'Església.
A l'octubre de 1065, Northúmbria es va aixecar en rebel·lió contra Tostig. Després, el seu germà Harold convenceria al rei Eduard a acceptar les exigències dels rebels, produint un enfrontament aferrissat entre els dos germans, amb Tostig acusant Harold de fomentar la rebel·lió. Al novembre, Tostig va ser declarat fora de llei pel rei Eduard, i Judit, juntament amb Tostig i els seus fills, es van veure obligats a buscar refugi amb el seu mig germà en Flandes al mes següent. El comte Balduí va nomenar a Tostig com a alcalde de Saint-Omer. Al maig de 1066 després de la successió de Harold al tron anglès al gener, va tornar a Anglaterra amb una flota proveïda per Baldwin per venjar-se del seu germà. Ell va formar una aliança amb el rei Harald III de Noruega, però tots dos van ser morts el 25 de setembre de 1066 en la batalla de Stamford Bridge per les forces del rei Harold.
Després de la mort del seu marit en Stamford Bridge, Judit es va traslladar a Dinamarca. Es presumeix que va portar als seus nens lactants amb ella, no obstant això, no se sap gens de la seva destinació posterior. Menys d'un mes després de la mort de Tostig, el germà polític de Judith de Flandes seria assassinat en la batalla de Hastings per l'exèrcit normand dirigit pel seu cosí, Guillem el Conqueridor, que després regnaria com a Guillem I d'Anglaterra.

## Segon matrimoni
En 1071, quan ella tenia trenta-vuit anys, es va casar amb el seu segon marit, Welf I, duc de Baviera, qui s'havia divorciat recentment de la seva esposa sense fills, Etherinde von Northeim en 1070. Després del seu matrimoni, ella es va convertir en duquessa de Baviera, però en 1077, el seu marit va ser privat del seu títol, i no ho va recuperar fins a 1096, dos anys després de la seva mort.
Ells van fer de la seva residència principal el castell de Ravensburg i junts van tenir dos fills, i una filla:
- Güelf II de Baviera (1073 - 24 de setembre de 1120), es va casar amb Matilde de Canossa, però el matrimoni no va produir descendència.
- Enric IX de Baviera (1074 - 13 de desembre de 1126), es va casar amb Wulfhilda de Saxònia, amb qui va tenir set fills.
- Kunizza de Baviera (va morir el 6 de març de 1120), es va casar amb Frederic Rocho, comte de Diesen.

## Mort
Judit va morir el 5 de març de 1094 i va ser enterrada en el monestir de Sant Martí, l'abadia benedictina que havia estat construïda pel duc Welf en el Martinsberg en Weingarten i havia rebut el patrocini de Judit. Ella també havia llegat la seva magnífica biblioteca i una relíquia de la Sang de Crist a l'abadia. The Chronicon de Bernold va registrar la mort "1094 1V no Mar de Iuditha uxor Ducis Welfonis Baioariae" i el seu posterior enterrament. El seu espòs, el duc Welf morí en 1101 a Xipre, mentre tornava a casa després la Primera Croada.

## En la ficció
Judit apareix com un personatge en el romanç històric de Jean Plaidy, The Bastard King, no obstant això, ella és incorrectament representada com la germana de Matilda de Flandes.